# Olaus Laurentii Welt
Olaus Laurentii Welt, född 1622, död 15 maj 1691, var en svensk präst.

## Biografi
Olaus Welt föddes 1622. Han var son till inspektorn Lars Eriksson Welt på Nynäs och Cecilia Israelsdotter. Welt blev 25 april 1637 student vid Uppsala universitet och 1652 komminister i Ösmo församling. Han blev 1654 kyrkoherde i församlingen och senare kontraktsprost i Sotholms kontrakt. Welt avled 1691.

### Familj
Welt gifte sig 1655 med Maria Malmander (1640–1671), dotter av kyrkoherden Erik Petri Malmander i Ösmo församling och Anna Istmenia. De fick tillsammans sonen assessorn Nils Lilliecreutz (1661–1737) i Göta hovrätt.